# غويلهيرمي بيتكو
غويلهيرمي بيتكو (بالبرتغالية: Guilherme Biteco‏) (12 مارس 1994 ببورتو أليغري في البرازيل - ) هو لاعب كرة قدم برازيلي في مركز الوسط. لعب مع غريميو بورتو أليغرينزي ونادي سيارا ونادي فاسكو دا غاما ونادي هوفنهايم ونادي سانتا كروز ونادي ناوتيكو.

## روابط خارجية
- غويلهيرمي بيتكو على موقع قاعدة بيانات كرة القدم.إي يو (الإنجليزية)
- غويلهيرمي بيتكو على موقع Soccerway.com (الإنجليزية)
- غويلهيرمي بيتكو على موقع عالم كرة القدم.نت (الإنجليزية)